# Władysław Białas
Władysław Walenty Białas (ur. 9 lutego 1894 w Rymanowie, zm. w sierpniu 1919 pod Kamieniem nad Obem) – porucznik Wojska Polskiego na Wschodzie.

## Życiorys
Urodził się 9 lutego 1894 w Rymanowie. Był synem Józefa (szewc) i Katarzyny z domu Sołtysik. W 1914 zdał eksternistycznie egzamin dojrzałości w C. K. Gimnazjum Męskim w Sanoku. Podczas nauki w Sanoku zamieszkiwał u Antoniego Majki, rachmistrza żandarmerii. Po maturze miał podjąć studia uniwersyteckie na wydziale prawa.
Po wybuchu I wojny światowej 8 sierpnia 1914 wstąpił do Legionów Polskich. Służył w szeregach 1 pułku piechoty w składzie I Brygady. Po zachorowaniu został zwolniony ze służby 15 września 1914. Później był żołnierzem w szeregach armii austro-węgierskiej i korpusów wschodnich od 25 lutego do 13 maja 1918, po czym został wzięty do niewoli niemieckiej.
Został żołnierzem Wojska Polskiego na Wschodzie, służył w 1 pułku strzelców polskich w składzie 5 Dywizji Strzelców Polskich i podczas wojny domowej w Rosji pełniąc w stopniu porucznika funkcję dowódcy 8 kompanii w strukturze III batalionu kpt. Werobeja poległ w drugiej połowie sierpnia 1919 w walkach z powstańcami komunistycznymi o miasto Kamień nad Obem.
Pomimo powyższych informacji, opisujących życiorys Władysława Białasa zgodnie co do jego tożsamości i danych osobowych, księga małżeństw z Sanoka podała, że w dniu 28 lutego 1922 w Sanoku 28-letni wówczas Władysław Białas (opisany danymi tożsamymi z powyższymi) poślubił swoją rówieśnicę, Salomeę Materniak (jednym ze świadkiem na ślubie był Franciszek Ksawery Martynowski).

## Odznaczenia
W 1922 został odznaczony przez Naczelnika Państwa i Naczelnego Wodza pośmiertnie Krzyżem Srebrnym Orderu Wojskowego Virtuti Militari (nr 7721). 16 marca 1937 został odznaczony przez Prezydenta RP Ignacego Mościckiego pośmiertnie Krzyżem Niepodległości za pracę w dziele odzyskania niepodległości.